# Alia Trabucco
Alia Trabucco Zerán (Santiago, 26 de agosto de 1983) es una narradora, ensayista y abogada chilena, autora de la novela La resta, que obtuvo el premio nacional a las Mejores Obras Literarias, encabezó la lista de las diez mejores primeras novelas elaborada en 2015 por el diario español El País, y fue finalista del Premio Man Booker International. Publicó el libro de ensayo Las homicidas (2019, Lumen), ganador del Premio de la Academia Británica para el Entendimiento Global en 2022. Su novela Limpia (2022, Lumen) fue galardonada en 2021 con el premio Mejores Obras Literarias, categoría inédita, y en 2024 por el premio Femina de novela extranjera.

## Biografía
Hija del cineasta Sergio Trabucco y la periodista Faride Zerán, Alia Trabucco Zerán estudió en la Universidad de Chile, donde se tituló como abogada el año 2008. Cuenta además con un magíster en escritura creativa por la Universidad de Nueva York y un doctorado en Estudios Latinoamericanos por University College London. Durante su época de estudiante, dirigió la revista cultural Talión y participó como activista; trabajó en el Centro de Derechos Humanos de la Facultad de Derecho de su alma mater e hizo la práctica en la Oficina de Derechos Humanos de la Corporación de Asistencia Judicial.
Antes de abocarse de lleno a la literatura, Alia Trabucco Zerán trabajó en diversas investigaciones de derechos humanos y diversidad sexual. Fue coautora, junto a Paula Ettelbrick, de The Impact of the Yogyakarta Principles on International Human Rights Law Development y editora del libro Derechos humanos hoy. Balance internacional, publicado por el Centro de Derechos Humanos de la Universidad de Chile, 2008.  Posteriormente, como escritora, ha continuado desarrollando este interés por los derechos humanos y el feminismo en ensayos como «Imaginar. Un ensayo sobre feminismo y lenguaje» (2018); o «Contra el derecho» (2020), sobre el proceso constituyente chileno.  
Después de su práctica profesional, Alia Trabucco obtuvo una beca Fulbright para realizar una maestría en escritura creativa en la Universidad de Nueva York. Luego de obtener el grado de magíster, fue becada en Londres por el gobierno chileno, a través de la Comisión Nacional de Investigación Científica y Tecnológica para cursar un doctorado en literatura latinoamericana en University College London. 

### Escritora y editora
«Siempre quise escribir y escribía desde niña», aseguraba en mayo de 2018 Alia Trabucco, aunque, agregaba, también su deseo de ser abogada se originaba en una historia familiar donde el tema de los derechos humanos había sido muy importante.
Autora de relatos aparecidos en diversas antologías en Chile y el extranjero, Trabucco debutó en la novela con La resta, libro que obtuvo, todavía inédita, el premio a las Mejores Obras Literarias 2014, otorgado por el Consejo del Libro y la Lectura de su país. Publicada primero en España, en la editorial Demipage, Madrid, 2015, salió luego, el mismo año, en Tajamar, Santiago y en 2018 apareció en inglés traducida com el título de The Remainder por Sophie Hughes gracias a que ganó una beca PEN/Heim y fue finalista del Premio Man Booker International 2019. Además del inglés, ha sido traducida al francés, italiano, portugués, turco, alemán y árabe. 
Entre sus influencias, Trabucco reconoce una muy fuerte de la tradición chilena, particularmente de autores como María Luisa Bombal, Carlos Droguett o Vicente Huidobro, y entre los escritores extranjeros las de Herta Müller y William Faulkner.
En 2019 publicó el ensayo Las homicidas, libro que trata sobre casos emblemáticos de mujeres asesinas (entre sus protagonistas figuran María Teresa Alfaro, que mató con mamaderas envenenadas a los tres hijos de sus patrones; Rosa Faúndez, suplementera que descuartizó a su marido; María Carolina Geel, escritora que en el desaparecido y famoso en el hotel Crillón mató con una pistola a su expareja; Corina Rojas, que contrató a un asesino para matar a su marido y fue la primera mujer condenada a muerte en Chile, aunque después fue indultada). La traducción al inglés de este libro, nuevamente en manos de Sophie Hughes, fue publicada el 2022 por Coffee House Press (Estados Unidos) y And Other Stories (Reino Unido). 
En el sello Brutas Editoras, dirigió entre 2013 y 2017, la colección Lenguas cruzadas, que buscaba publicar ediciones bilingües en inglés y español de novela corta. Esta colección fue retomada por la editorial Banda Propia, que ha republicado los libros publicados en Brutas Editoras. 

#### La resta
Esta novela ha sido elogiada por escritores como Alejandra Costamagna, Carlos Fonseca, Lina Meruane, Edmundo Paz Soldán, Alejandro Zambra, entre otros, y ha tenido buenas críticas en España (tanto los suplementos culturales Babelia y El Cultural como en los principales diarios) y Chile (El Mercurio, La Tercera), los dos países en los que fue publicada, en el primero por Demipage y en el segundo por Tajamar; así como también la versión inglesa del libro (The Irish Times, The Spectator, Bigissue). La novela también fue traducida al árabe, turco, francés, portugués, italiano y alemán. Con esta obra Trabucco Zerán pasó a ser considerada en su país como una figura clave de la llamada literatura de los hijos.     
En La resta, Santiago de Chile amanece cubierto de cenizas el día en que llegaba el cadáver de la exiliada Ingrid Aguirre. Debido a ello, el avión será desviado y el ataúd se verá aparcado en el aeropuerto de Mendoza, en el país vecino, y su hija, Paloma, que había viajado en otro vuelo para cumplir el deseo de su madre de ser enterrada en su patria, partirá en busca del cuerpo acompañada de Felipe e Iquela, hijos de excompañeros de Ingrid. Como señala Alberto Gordo en El Cultural, «ese viaje será también una exploración en los meandros de la memoria: de la individual, claro, pero también de la 'memoria colectiva de un país que no ha acabado de digerir' lo que ocurrió durante la dictadura criminal de Pinochet».
La resta pertenece a lo que algunos críticos llaman literatura de los hijos, es decir, a aquellas novelas del Cono Sur «que han incursionado en una mirada infantil o adolescente sobre la historia reciente, rica en dictaduras, con sus respectivas represiones, desapariciones y terror».. Lorena Amaro, crítica chilena, explica que los autores de este tipo de textos vivieron «la época infantil –idealizada como la edad de la inocencia– bajo la violencia y crueldad de la dictadura pinochetista y haberse mantenido, como niños que eran, ajenos a los giros políticos».
Costamagna postula que la novela marca un quiebre en este tipo de textos, en la manera de representar a los padres por parte de los hijos. Como explicó la misma Trabucco en una entrevista con la agencia española EFE, la novela «se despega de otros discursos que han sido más dominantes en relación a cómo hablar de la dictadura». La escritora sostiene que «si se ha intentado construir una narrativa oficial, mi intención era contaminarla con desconfianza, incertidumbre, humor y resentimiento».

#### Las homicidas
Publicada el 2019 por editorial Lumen, Las homicidas narra los casos de cuatro mujeres chilenas que violentamente rompieron con el mandato de feminidad y la reacción mediática y judicial respecto a los crímenes. En una entrevista para la BBC al promocionar su libro, Trabucco menciona que «matar es un gesto a todas luces incorrecto. Pero que a su vez refleja un ejercicio de poder y resulta muy disruptivo que una mujer ejecute ese acto tan radical de poder».
El libro ha tenido buenas críticas en España (en Babelia, reseñada por la escritora Marta Sanz) y en Chile. Su traducción al inglés fue publicada el 2022 y obtuvo en Reino Unido el British Academy Book Prize for Global Cultural Understanding, además de ser finalista del Premio del Círculo de Críticos de Estados Unidos.[cita requerida]

#### Limpia
Publicada el 2022 por editorial Lumen, Limpia narra la historia de Estela, quien deja a su madre en el sur para trabajar en la casa de una familia en Santiago de Chile y allí se queda los siguientes siete años, limpiando y criando a una niña acosada por la ansiedad, cuya muerte se da a conocer al inicio de la novela.

## Premios y reconocimientos
- Seleccionada para el Programa Fulbright Magíster (2010)
- Premio a la Mejor Obra Literaria 2014, categoría novela inédita, por La resta (Consejo del Libro y la Lectura)[1]
- Seleccionada por El País en el top ten de novelistas debutantes 2015[24]
- La resta seleccionada entre los mejores 10 libros de 2015 en la encuesta realizada por La Tercera[25]
- PEN/Heim Translation Fund Grants (2017)
- Beca del Alan Macdonald Endowment para promocionar The Remainder
- Finalista del Premio Man Booker International 2019 por la novela La Resta, traducida al inglés como The Remainder por Sophie Hughes.
- Premio del Consejo Nacional del Libro y la Lectura 2021, por la novela Limpia, en la categoría obras inéditas[26]
- Premio Anna Seghers 2022.
- Premio British Academy Book Prize for Global Cultural Understanding 2022.
- Premio Femina de Novela Extranjera[27]